# كدا كول (قرية)
كدا كول هي إحدى قرى النوبة والتي تقع في دولة السودان في منطقة دنقلا .